# Apatura pusilla
Apatura pusilla är en fjärilsart som beskrevs av Bang-haas 1936. Apatura pusilla ingår i släktet Apatura och familjen praktfjärilar. Inga underarter finns listade i Catalogue of Life.